# Yamaha BW's
Lo Yamaha BW's è uno scooter di piccola cilindrata prodotto dalla casa motociclistica giapponese Yamaha Motor dal 1988, utilizzando principalmente il suo stabilimento francese MBK dall'anno 1990; in Europa è stato distribuito anche come MBK Booster. Sul mercato nordamericano è stato distribuito anche come Yamaha Zuma.

## Storia

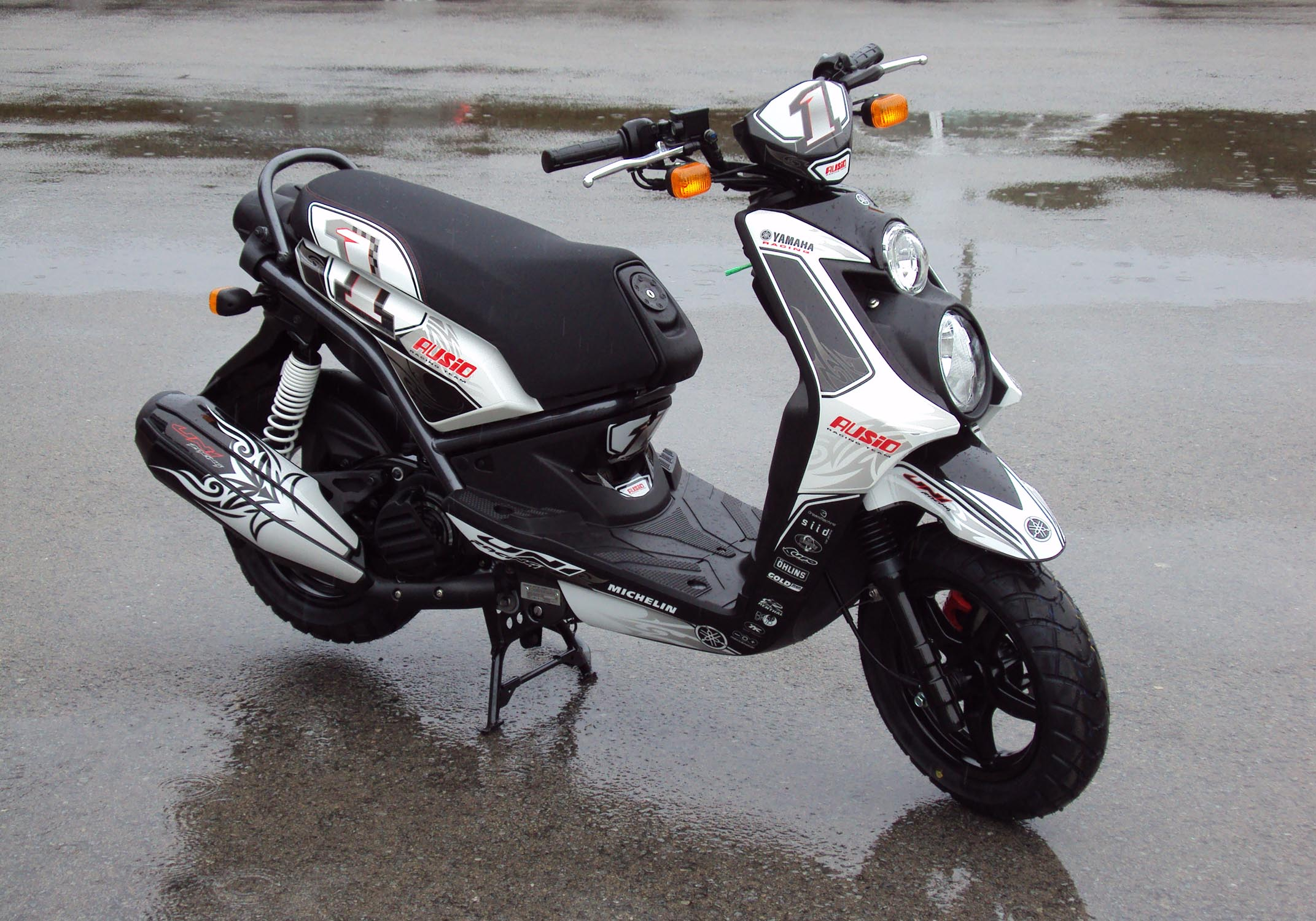
Yamaha BW 125 del 2010

L'idea originaria di uno scooter a ruote alte adatto per la spiaggia, da cui la sigla "BW" per "Big Wheels", risale al 1985 e la prima presentazione è stata fatta al salone di Tokyo del 1988 con l'intenzione di destinarlo al mercato interno giapponese e a quello statunitense.
Se il ciclomotore ottenne una tiepida accoglienza iniziale, diversa fu l'accoglienza al salone di Parigi del 1989; la produzione venne spostata nello stabilimento francese di quella che era la Motobécane, diventata MBK Europe dopo essere stata acquistata da Yamaha, iniziando le consegne nel 1990 utilizzando anche la denominazione di MBK Booster oltre che l'originaria Yamaha BW's.
Alcuni dei modelli disponibili erano il Booster R, Spirit ed il Next Generation, versione del Booster completamente ridisegnata. Nel 1994 arrivarono le prime modifiche con l'adozione del freno a disco all'anteriore in sostituzione del freno a tamburo originario. Nel 1999 uscì dalla fabbrica francese il milionesimo esemplare.
Nel 2004 il BW's viene aggiornato con un nuovo gruppo ottico posteriore e ruote di dimensioni più larghe.
Nel 2010, sempre con la denominazione "BW's", è stato presentato un modello da 125 cm³ di cilindrata con un'impostazione meccanica totalmente diversa, passando da un propulsore a due tempi del ciclomotore a un nuovo motore a quattro tempi.
Nel 2018 è stata interrotta la produzione a causa delle scarse vendite.